# 克拉弗拉克-雷德米爾斯
克拉弗拉克-雷德米爾斯（英語：Claverack-Red Mills）是位於美國紐約州哥倫比亞縣的普查規定居民點。

## 人口
根據2020年美國人口普查的數據，克拉弗拉克-雷德米爾斯的面積為7.85平方千米，當中陸地面積為7.80平方千米，而水域面積為0.05平方千米。當地共有人口953人，而人口密度為每平方千米121.4人。